# Georg Heinrich Bernstein
Georg Heinrich Bernstein, född 12 januari 1787 i Cospeda i Thüringen, död 5 april 1860 i Lauban, var en tysk orientalist. 
Bernstein studerade österländska språk vid tyska universitet och blev 1812 extra ordinarie professor vid Berlins universitet, men lämnade denna befattning 1813 för att delta i frihetskriget, varunder han befordrades till ryttmästare. Efter freden studerade han österländska språk i Nederländerna och Storbritannien, kom hem 1819 och blev 1821 ordinarie professor i Breslau. 
Bernsteins första vetenskapliga arbeten (1816) gällde arabiska; 1817 utgav han en ny upplaga av Johann David Michaelis Arabische Grammatik und Chrestomathie med tillägg. Senare studerade han huvudsakligen syriska och utgav utmärkta utgåvor av syriska böcker. Åren 1822 och 1847 utgav han valda delar av Gregorius Bar-Hebraeus syriska krönika, 1858 densammes skolier til Job. Bernstein ägnade ett ingående studium åt den syriska, så kallade harklensiska översättningen av Nya Testamentet (1837; andra upplagan 1854) och utgav 1857 Johannesevangeliet efter denna översättning. Åren 1832–1836 utgav han Kirschs Chrestomathia-Syriaca, till vilken han fogade ett utmärkt lexikon.